# Stora Masugnsträsket
Stora Masugnsträsket är en sjö på Kimitoön i kommunen Kimitoön i landskapet Egentliga Finland i Finland. Sjön ligger 21,9 meter över havet. Arean är 86 hektar och strandlinjen är 17,9 kilometer lång. Sjön  ingår i Södra Skärgårdshavets avrinningsområde.   Den ligger omkring 47 kilometer söder om Åbo och omkring 140 kilometer väster om Helsingfors. 
Söder om Stora Masugnsträsket ligger Dalsbruk med Dalsbruks kyrka. 